# Ștefan Luchian
Ștefan Luchian (1er février 1868 – 28 juin 1916) est un peintre roumain, célèbre pour ses paysages et ses natures mortes. Avec Nicolae Grigorescu et Ion Andreescu, c'est l'un des principaux fondateurs de la peinture roumaine moderne.

## Biographie

### Jeunesse

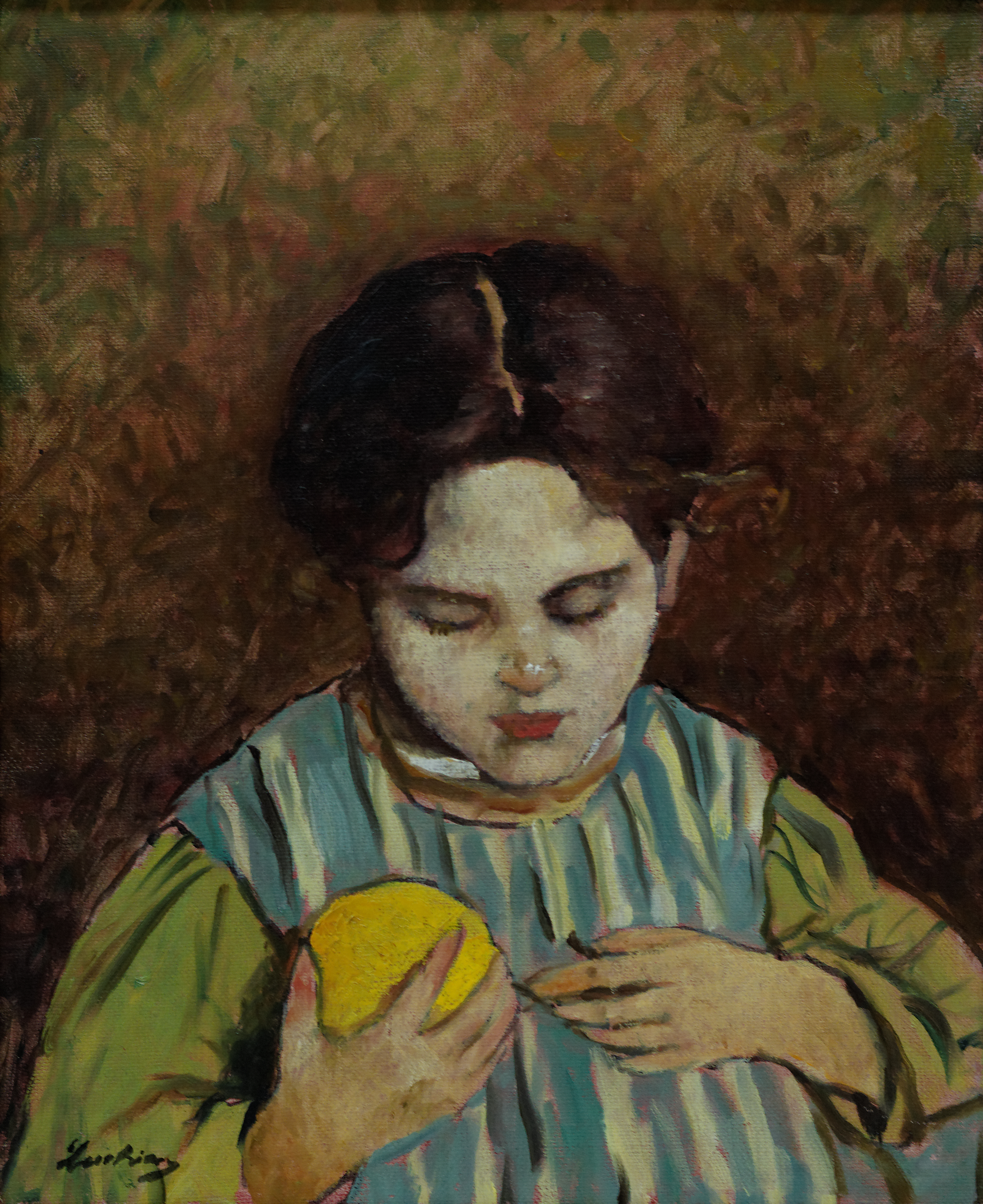
Lica à l'orange (1885-1900)

Né en 1868 à Ștefănești, un village du județ de Botoșani du Principautés Roumaines Unies, il est le fils du major Dumitru Luchian et de Elena Chiriacescu. La famille Luchian s'installe à Bucarest en 1873 ; sa mère souhaite qu'il rejoigne l'école militaire pour embrasser la même carrière que son père, mais il préfère s'inscrire en 1885 dans la classe de peinture de l'école des beaux-arts de Bucarest, où il est encouragé à suivre une carrière de peintre par Nicolae Grigorescu, dont le travail devait avoir une influence majeure sur toute sa création.
À partir de l'automne 1889 Luchian étudie durant deux semestres à l'Académie des beaux-arts de Munich, où il crée des copies des œuvres du Corrège et de Rembrandt qui sont à la Kunstareal. Après son retour en Roumanie, il prend part à la première exposition du groupe Cercul Artistic.
Il se montre  incapable d'accepter les règles académiques imposées par l'école bavaroise et l'école roumaine. L'année suivante, il part pour Paris, où il  étudie à l'Académie Julian, et, bien qu'élève des artistes académiques William Bouguereau et Tony Robert-Fleury, il fait connaissance avec l'impressionnisme. Le tableau de Luchian Ultima cursă de toamnă montre l'influence d'Édouard Manet et d'Edgar Degas, mais se fait aussi l'écho de la Société des artistes indépendants, du modernisme, et du postimpressionnisme (ce qui est également évident dans les œuvres créées après son retour à Bucarest). En 1896, avec Nicolae Vermont, Constantin Artachino, et Alexandru Bogdan-Pitești, il est l'un des principaux fondateurs du Salonul Independenților à Bucarest. En 1900, il contribue avec deux pastels au pavillon roumain de l'Exposition universelle.

### Maladie chronique et mort

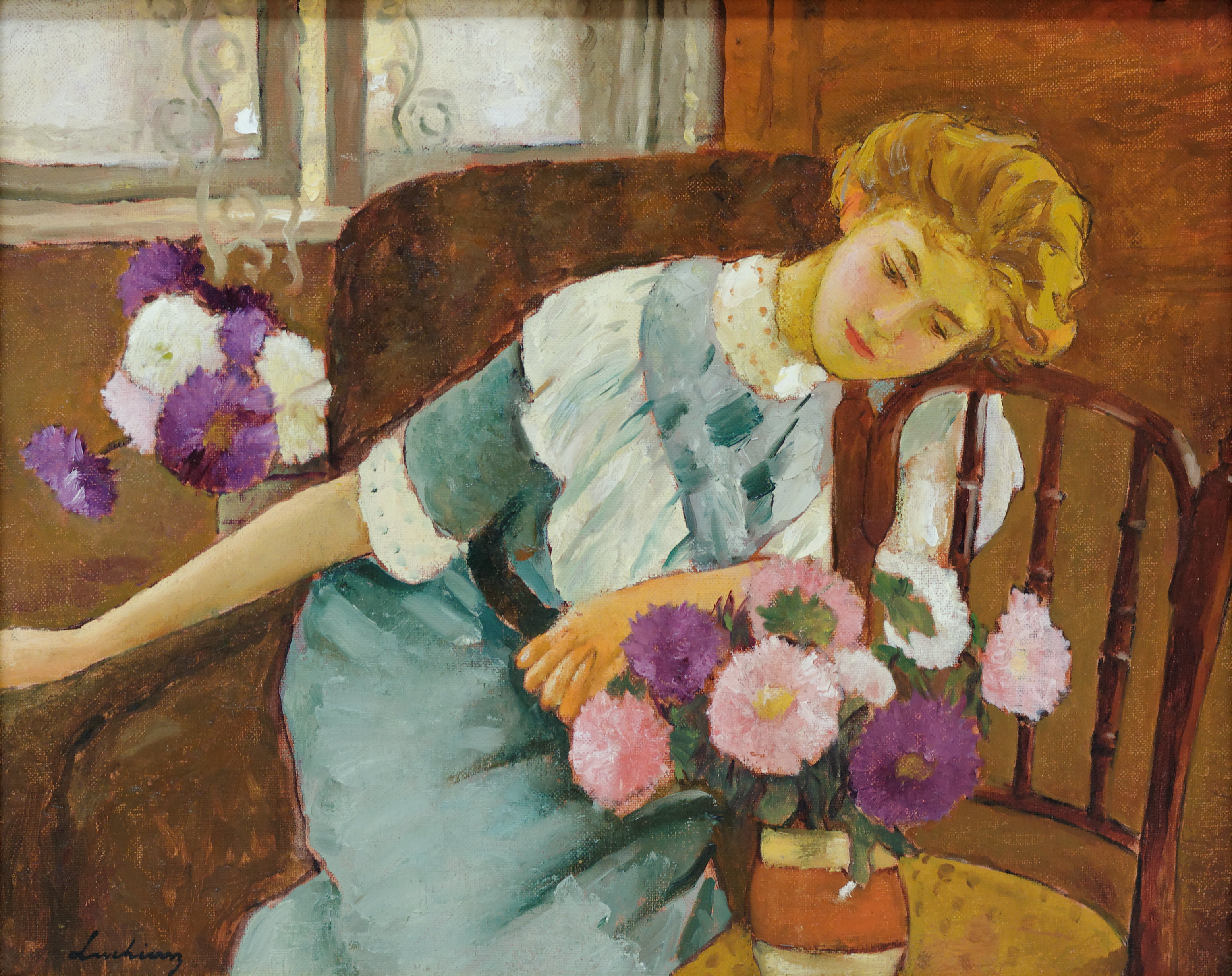
Lorica aux chrysanthèmes, dernière œuvre de Luchian (1913)

Paralysé à partir de 1909, il a eu à vivre le reste de sa vie dans un  fauteuil. Ceci ne l'empêcha pas de travailler sur une série de paysages et de fleurs. Il avait commencé tôt de peindre des fleurs, mais à partir de 1908 il consacra toute son énergie créative à ce sujet. Vers la fin de sa vie Luchian n'était plus capable de tenir le pinceau avec ses doigts, et devait se le faire nouer à son poignet afin de continuer à travailler.
Il commençait à cette époque à jouir d'un succès considérable — un phénomène que l'écrivain Tudor Arghezi attribuait à l'émergence momentanée de Demetriu Ionescu en tant que politicien (Ionescu était devenu le centre d'une mode et sujet d'imitation, et il était parmi les premiers à acheter plus d'un tableau de Luchian). Lorsque sa maladie devint notoire, une rumeur se répandit que Luchian permettait à quelqu'un d'autre de peindre en son nom ; le scandale causé conduisit  à l'arrestation de Luchian sous la charge de fraude (il fut relâché peu après). Arghezi mit une certaine fierté à être l'un de ses rares défenseurs.
L'un des derniers événements dans la vie de Luchian fut une visite que lui fit le compositeur et violoniste George Enescu ; bien qu'ils ne se soient jamais rencontrés auparavant, Enescu jouait de son instrument comme un hommage personnel à l'artiste dans ses derniers jours.
Stefan Luchian est mort en 1917 à Bucarest, dans la Vieux Royaume. Il est enterré au cimetière Bellu.

## Son œuvre

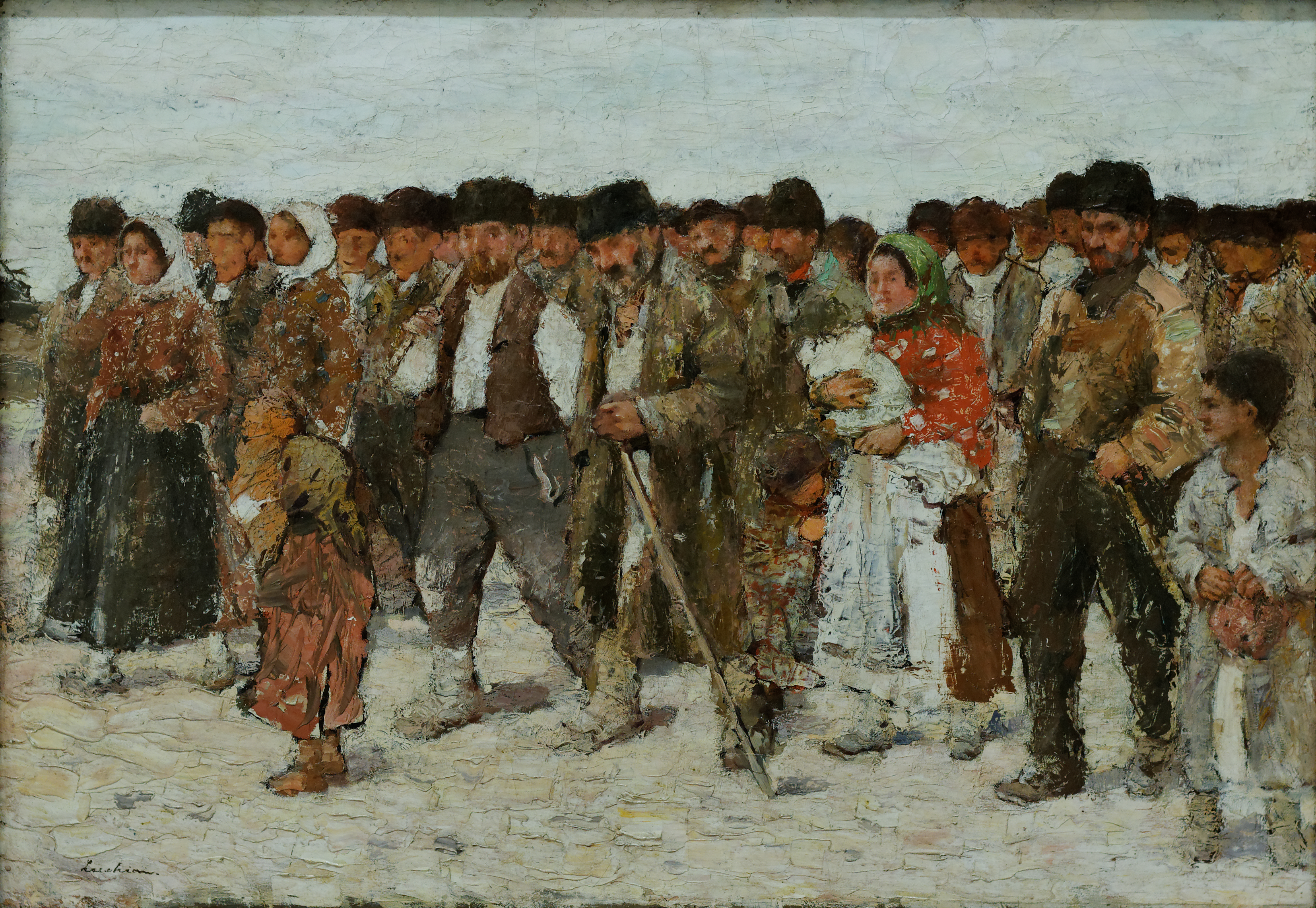
En attendant la répartition du maïs (1905)

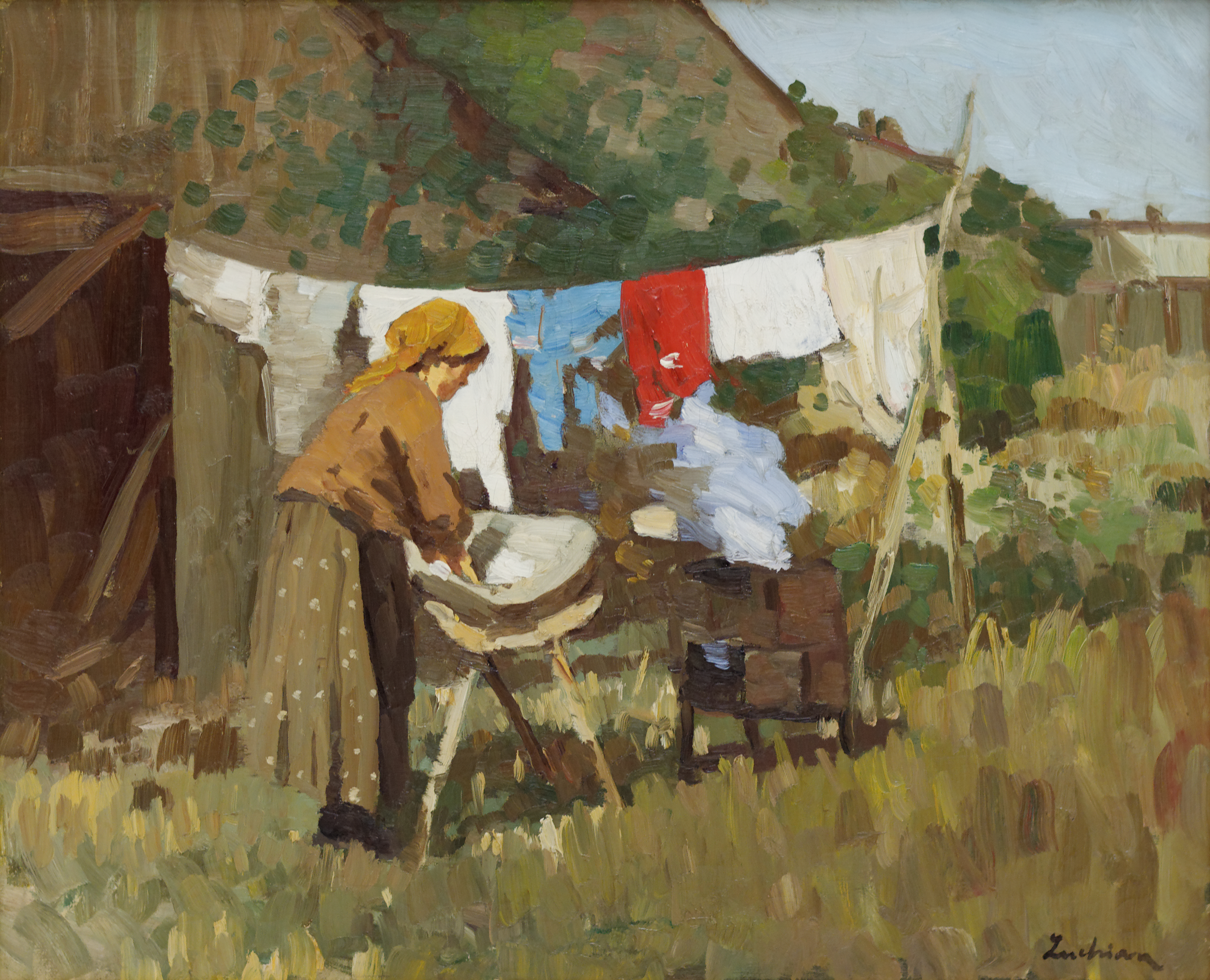
Lavandière (1905-1907)

Tout en continuant l'œuvre de Grigorescu, la peinture de Luchian est plus moderne et plus grave que celle de son maître. Intégrant certains acquis de Paul Gauguin ou Vincent van Gogh, il développe un style lyrique et coloré. Manifestant des sentiments de solidarité envers les paysans démunis (La distribution du maïs, 1905), ses portraits et autoportraits sont parfois dramatiques et empreints de sentiments douloureux. Les paysages et compositions florales sont tendres et expressifs. Selon Jacques Lassaigne, « Luchian a su rester totalement roumain, en adoptant le ton le plus universel ». Si sa peinture relève techniquement du néo-impressionnisme, son lyrisme et sa vision dramatique le rapprochent de l'expressionnisme avec une influence sous-jacente des arts populaires.

## Postérité
Au cours des années 1930, l'impact de Luchian sur l'art roumain devint un sujet de disputes dans le monde culturel.
En 1948, Luchian fut élu de manière posthume à l'Académie roumaine. Une école de beaux-arts à Botoșani porte son nom.
Sa vie fut le sujet d'un film de Nicolae Mărgineanu en 1981, Luchian. Son personnage y fut joué par Ion Caramitru.

## Galerie
Cliquer sur une image pour la voir agrandie.

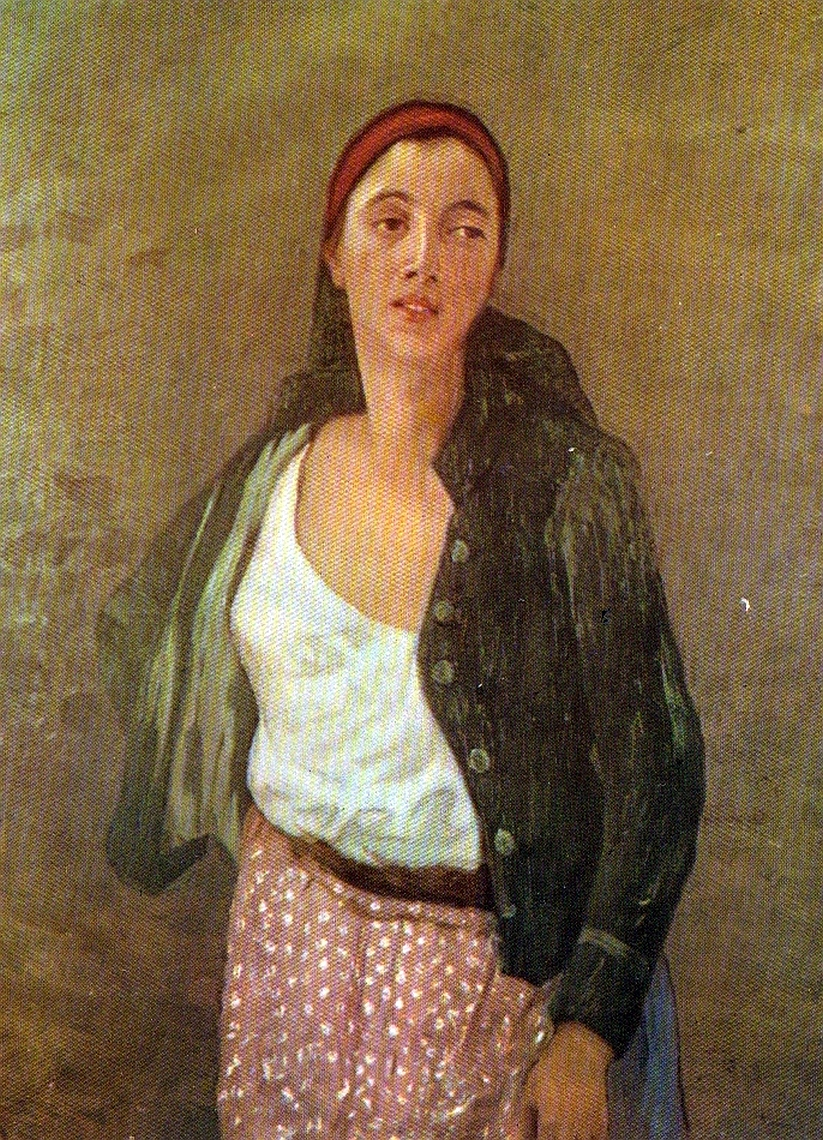
Safta la Fleuriste, 1895
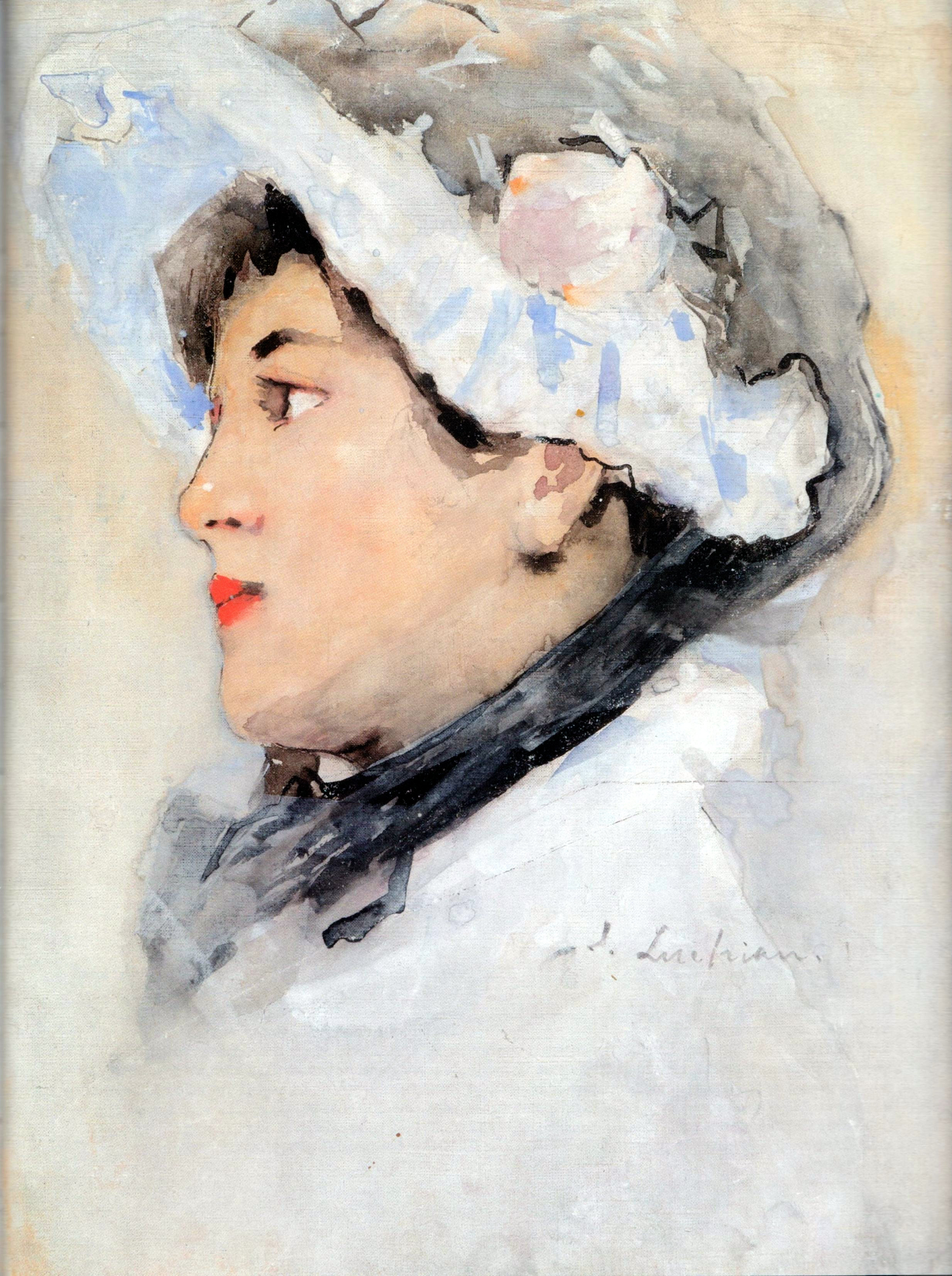
Portrait d'une femme 1901
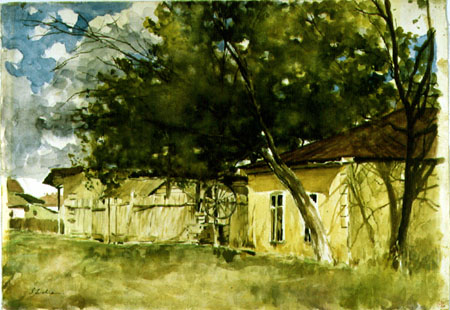
Le puits de la rue Clucerul, 1902-1904
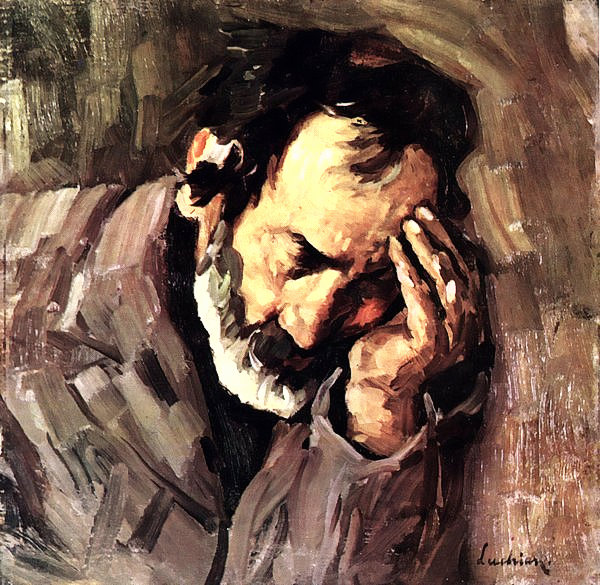
Le vieil homme Nicolae, le violoneux, 1906
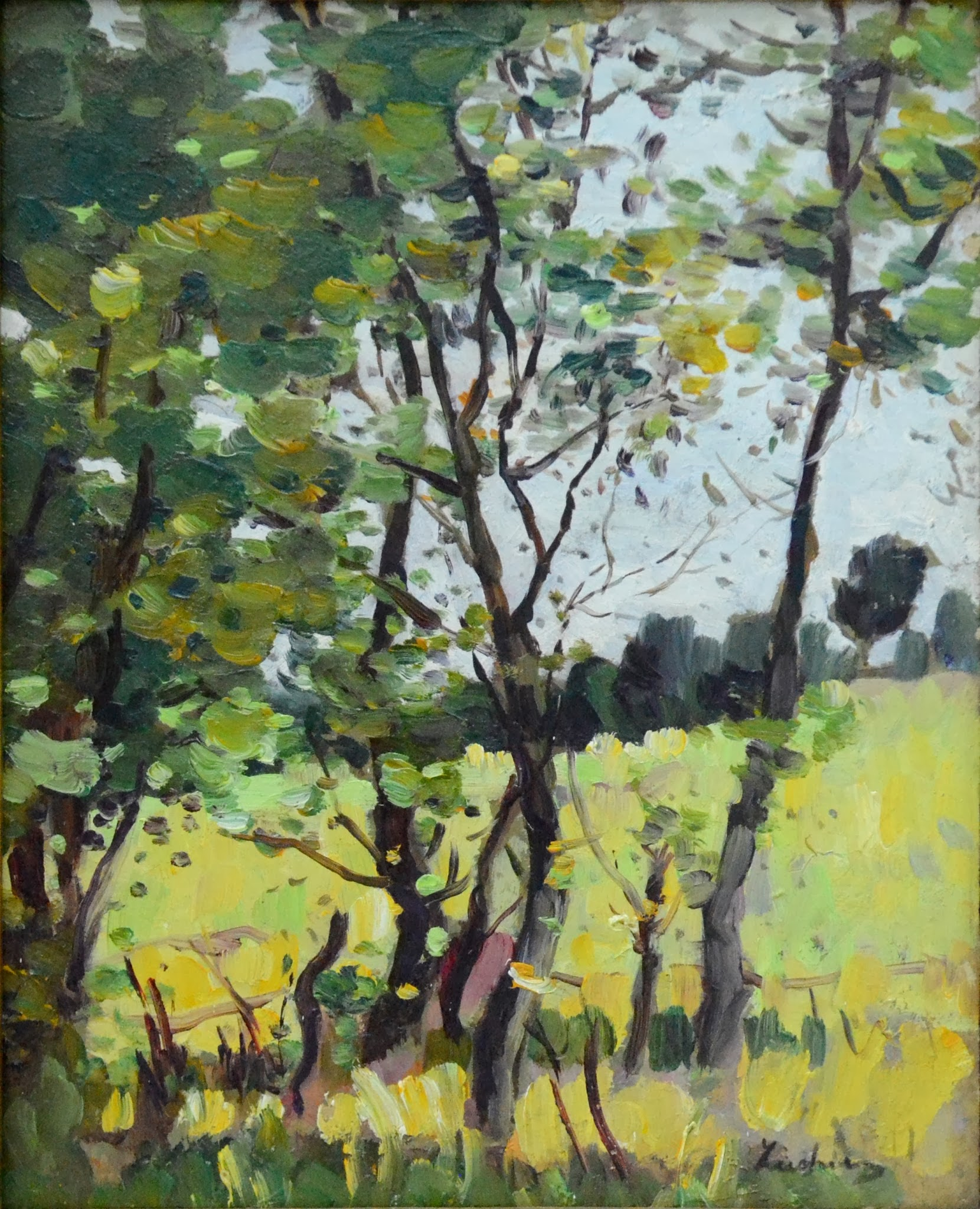
La prairie de la rivière dans le quartier de Poduri, 1909
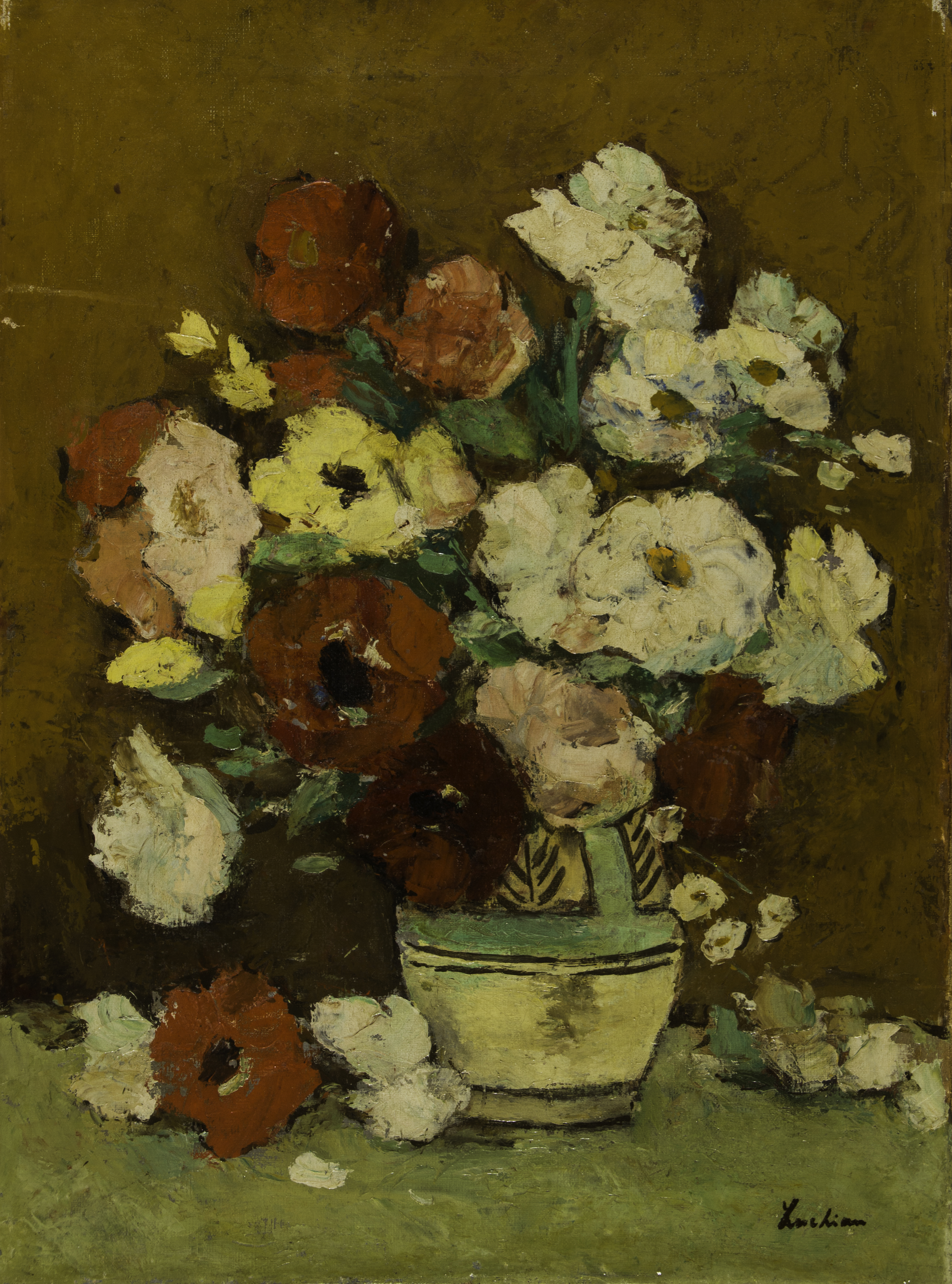
Anémones, 1908
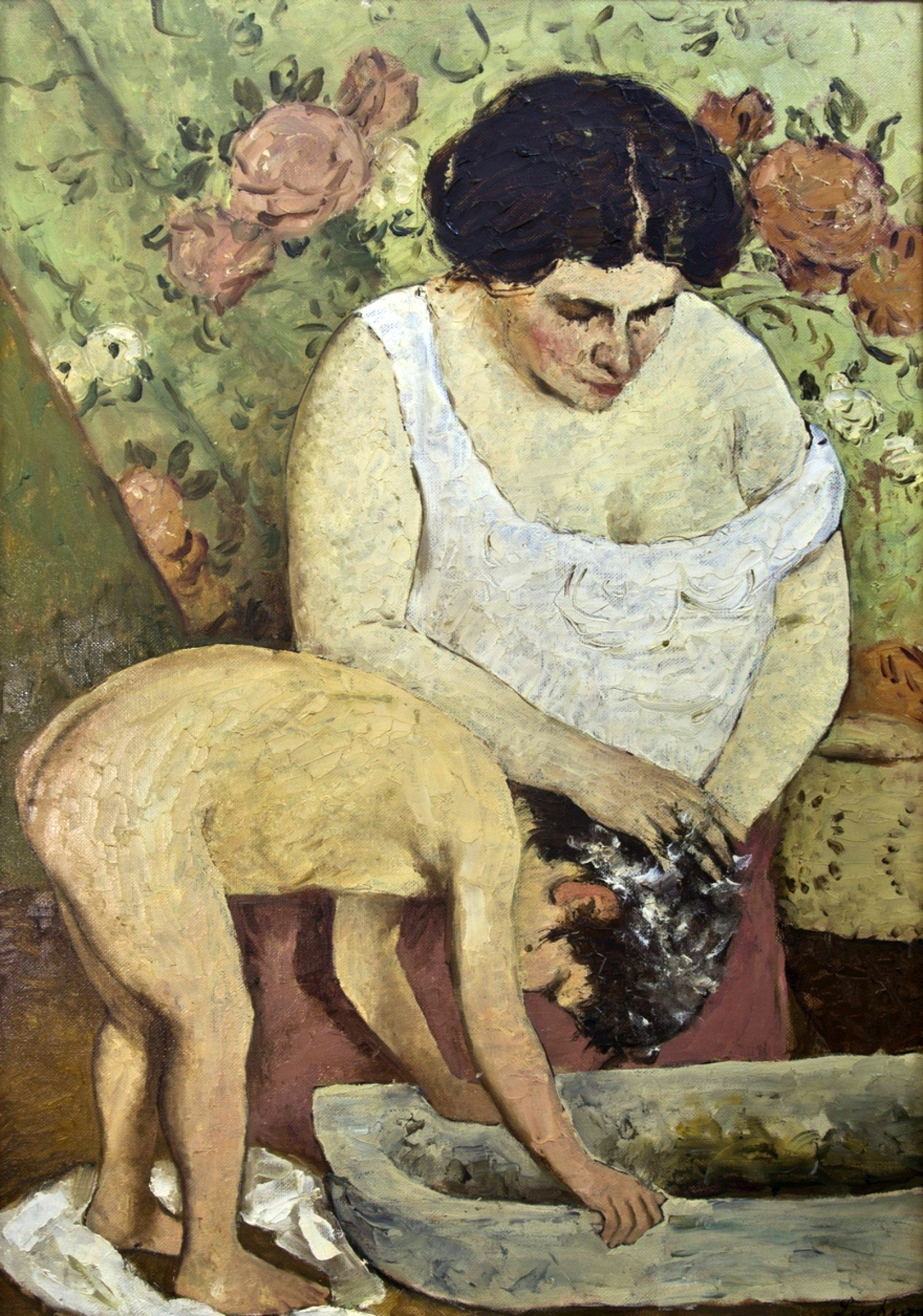
Lavage des cheveux, 1911-1912
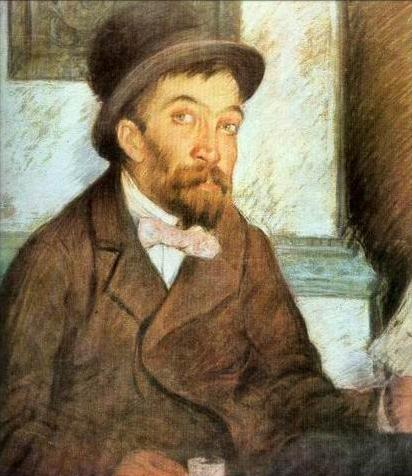
Alecu le Littéraire
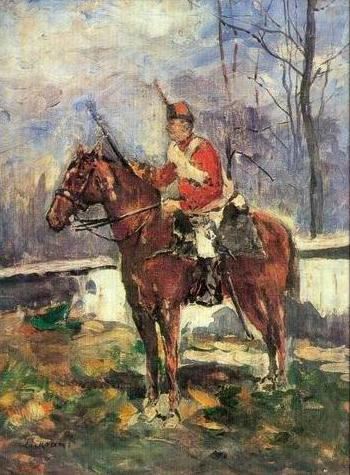
Le hussar de la montagne rouge
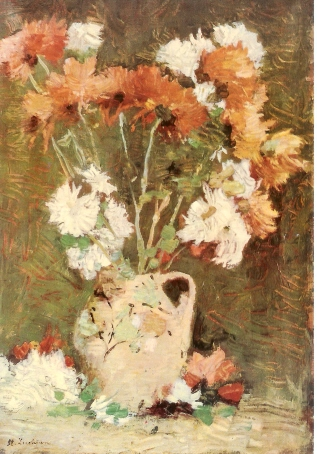
Chrysanthèmes

## Sources

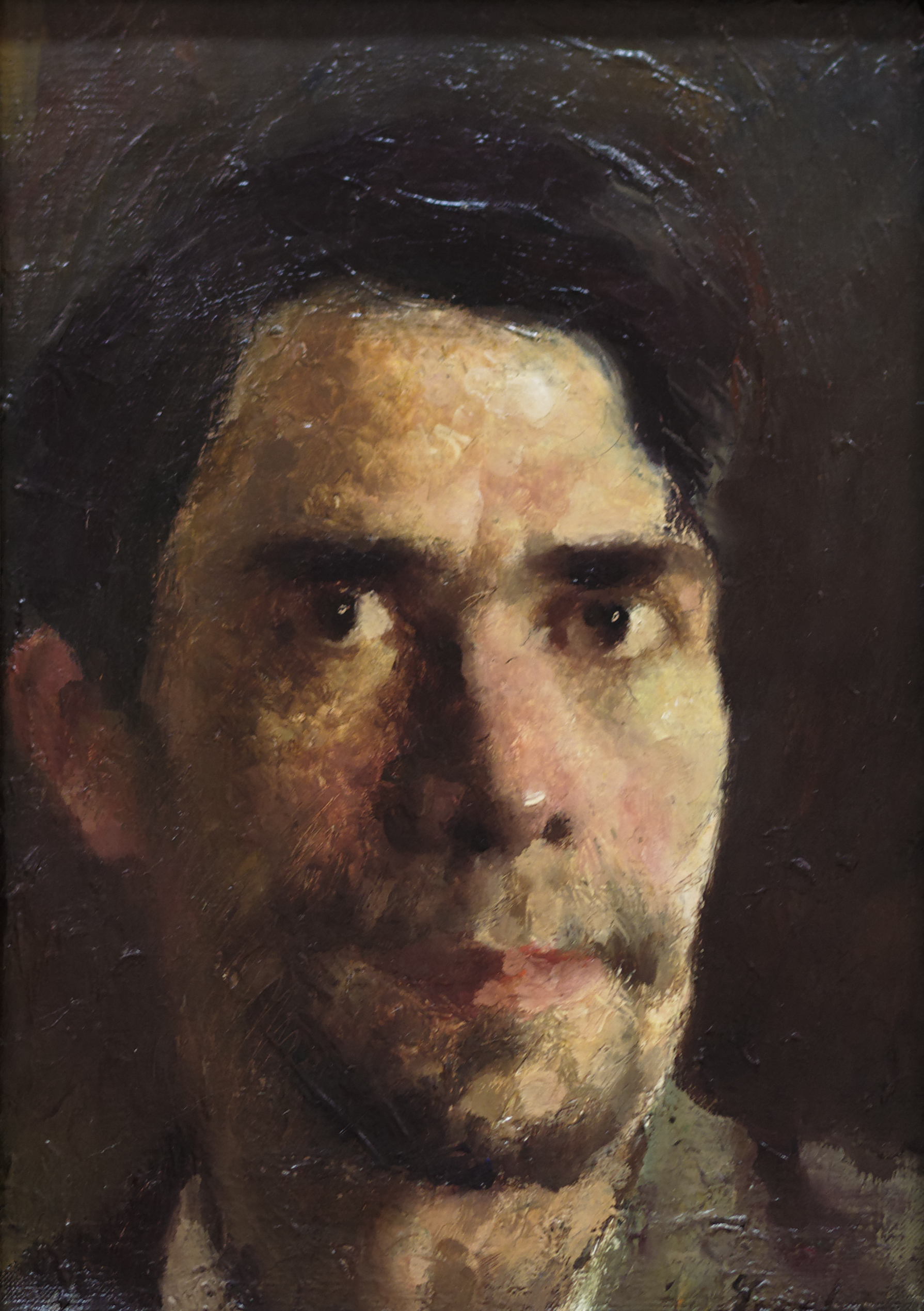
Autoportrait (1905-1907)

- Ștefan Luchian, Biography at LinkDesign.ro (text originally published in the 1978 album Luchian)
- (ro) Ștefan Luchian at Artline.ro
- Tudor Arghezi, Scrieri. Proze, Editura Minerva, Bucharest, 1985
- Vasile Drăguț, Vasile Florea, Dan Grigorescu, Marin Mihalache, Pictura românească în imagini, Editura Meridiane, Bucharest, 1970
- (ro) Adrian-Silvan Ionescu, "Artachino", in Observator Cultural; retrieved July 14, 2007